# Гремијаско
Гремијаско (итал. Gremiasco) је насеље у Италији у округу Алесандрија, региону Пијемонт.
Према процени из 2011. у насељу је живело 111 становника. Насеље се налази на надморској висини од 400 м.

## Становништво
| 1936. | 1951. | 1961. | 1971. | 1981. | 1991. | 2001. | 2011. |
| ----- | ----- | ----- | ----- | ----- | ----- | ----- | ----- |
| 825   | 740   | 642   | 532   | 471   | 403   | 361   | 344   |